# Swish Swish
„Swish Swish“ je píseň z alba Witness (2017) americké zpěvačky Katy Perry s hostující zpěvačkou Nicki Minaj. Píseň byla zveřejněna 19. května 2017. Perry řekla: “Swish Swish“ je “skvělá hymna, kterou lidé mohou používat, když se vás někdo pokouší stáhout na dno nebo vás trápí“. Videoklip k písni byl zveřejněn 24. srpna 2017.

## Žebříček úspěšnosti
| Země                                | Pozice (2017) |
| ----------------------------------- | ------------- |
| Austrálie (ARIA)                    | 37            |
| Kanada (Canadian Hot 100)           | 27            |
| Česko (Singles Digitál Top 100)     | 49            |
| Česko (iTunes)                      | 7             |
| Francie (SNEP)                      | 24            |
| Německo (Official German Charts)    | 76            |
| Irsko (IRMA)                        | 44            |
| Itálie (FIMI)                       | 73            |
| Slovensko (Singles Digitál Top 100) | 37            |
| New Zealand Heatseekers (RMNZ)      | 3             |
| UK (Official Charts Company)        | 40            |
| US (Billboard)                      | 7             |